# Franco Romero
Franco Gastón Romero Ponte (Montevideo, 11 febbraio 1995) è un calciatore uruguaiano, difensore del Farense.

## Caratteristiche tecniche
È un terzino destro.

## Carriera

### Club
Cresciuto nel settore giovanile del Racing Montevideo, ha esordito in prima squadra il 22 marzo 2015 in occasione del match di campionato vinto 2-1 contro i Montevideo Wanderers.

## Palmarès

### Club

#### Competizioni nazionali
- Campionato uruguaiano: 1

Liverpool (M): Intermedio 2019
- Supercoppa uruguaiana: 1

Liverpool (M): 2020